# هرمان اسمیل
هرمان اسمیل (انگلیسی: Hermann Smiel; ۳۱ ژوئیهٔ ۱۸۸۰ – ۱۴ مارس ۱۹۵۶) دوچرخه‌سوار اهل آلمان بود.